# Orontidi

La dinastia degli Orontidi fu la prima dinastia nella storia dell'Armenia.
Gli Orontidi stabilirono la loro supremazia sull'Armenia al tempo delle invasioni di Sciti e di Medi intorno al VI secolo a.C., periodo nel quale gli Armeni assunsero nomi e costumi iranici.
Esponenti orontidi regnarono sulla satrapia achemenide e poi regno indipendente d'Armenia (dal VI secolo al 200 a.C.), sul Regno di Sofene (dal 260 al 95 a.C.) e sul Regno di Commagene (dal 163 a.C. al 72 d.C.).

## Le origini
Varie trascrizioni greche di questo nome nelle fonti classiche sono Orontes, 'Orontas, Aruandes, Aroandes oppure Ardoates. Sono forme ellenizzate di un nome maschile di origine iranica, che in armeno si pronuncia Yervand (Eruand). Il nome è autenticato dal greco Ωρόντης, e la sua relazione dal termine avestico auruuant, ovvero coraggioso o eroe è attestata. Alcuni hanno suggerito una certa continuità con il nome hittita Arnuwanda.
La presenza di questa dinastia è attestata almeno dal 400 a.C., la precisa data di fondazione di questa dinastia è dibattuta dagli storici ma è consenso unanime che essa sia avvenuta dopo la distruzione del regno di Urartu per opera degli Sciti e dei Medi nel 612 a.C.

## Orontidi satrapi e re d'Armenia
Gli Orontidi, essendo legati alla corte persiana se non per lo stesso sangue sicuramente per legami matrimoniali, agirono come satrapi o governatori provinciali. Senofonte nella sua Ciropedia fa cenno al re armeno Tigrane come alleato di Ciro il Grande. Tigrane pagava tributi ad Astiage. Suo figlio assunse anch'egli il nome di Tigrane che allo scoppiare del conflitto tra Medi e Babilonesi si rifiutò di rispettare i suoi obblighi con i Medi. In quanto erede di Astiage, Ciro richiese quei tributi. Il fatto è comprovato dalla citazione di Strabone nella sua Geografia (XI, 13.5).
Nel 521 a seguito della confusione creata dalla morte di Cambise e la proclamazione di Smerdi come re, gli Armeni si rivoltarono. Dario I di Persia inviò un generale armeno di nome Dâdarši a soffocare la rivolta, che venne poi sostituito dal persiano Vaumisa che sconfisse i ribelli armeni il 20 maggio 521. Intorno allo stesso periodo, un altro armeno di nome Arakha, figlio di Haldita, reclamò di essere figlio dell'ultimo re di Babilonia, Nabonide, e salì sul trono con il nome di Nabuccodonosor IV. Questi eventi sono registrati nelle iscrizioni Behistun secondo le quali la ribellione di Nabuccodonosor IV ebbe vita breve e fu sedata dal luogotenente di Dario, Intafrene.
Dopo la riorganizzazione dell'Impero Persiano, l'Armenia fu divisa in diverse satrapie. I satrapi d'Armenia inviarono contingenti di truppe nell'invasione di Serse contro la Grecia del 480 a.C. Nel 401 a.C. Senofonte attraversa l'Armenia con un contingente di mercenari greci, e lascia la testimonianza della presenza di due appartenenti alla dinastia degli Orontidi, entrambi di origine persiana. Uno di essi, nobile e ufficiale di alto rango, era comandante della cittadella di Sardi e si sollevò contro Ciro il Giovane a favore di Artaserse II Memnone poco prima della battaglia di Cunassa, ma venne arrestato e giustiziato da una corte marziale.
Senofonte nella sua Anabasi ci lascia una dettagliata descrizione dell'Armenia, ed afferma che la regione nei pressi del fiume Centrite, c'era un Oronte figlio di Artasyra che aveva contingenti armeni e alarodiani.